# 喬·拜登的政治立場
現任美國總統喬·拜登，他於2009年至2017年擔任副總統，之前在1973年至2009年擔任美國參議院議員。作為民主黨成員，他在2008年成為總統選舉中巴拉克·歐巴馬的競選搭檔並當選為副總統，他在2012年成功連任。2019年4月，拜登宣布參加2020年總統競選，最終在2020年11月的選舉中擊敗了共和黨時任總統唐納德·特朗普。
拜登一直被普遍認為屬於民主黨的主流，被描述為中間到中間偏左，自己也將自己定位為後者。雖然一些更左派的人士，如伯尼·桑德斯，批評他不支持全民健保或綠色新政，但拜登的政策強調美國中產階級和工人階級的需求，並贏得了這些群體的支持。
拜登支持多項政策，包括競選財務改革、推翻《公民聯合法案》、1994年暴力犯罪控制和執法法案、2009年美國復蘇與再投資法、學生稅收抵免、碳排放限額與交易、增加基礎設施支出、公共交通、再生能源補貼、學生貸款減免，以及逆轉共和黨對富人和企業的減稅政策。此外，他支持透過公共健康保險選項建立《患者保護與平價醫療法案》，並支持大麻合法化。拜登自2012年起公開支持同性婚姻，並一直支持相關的法律進展，包括支持廢除羅訴韋德案。